# Hydropsyche macleodi
Hydropsyche macleodi is een schietmot uit de familie Hydropsychidae. De soort komt voor in het Nearctisch gebied.